# 圆锥花桉
圆锥花桉（学名：Eucalyptus paniculata）为桃金娘科桉属下的一个种。

## 扩展阅读
維基物種上的相關：圆锥花桉